# Siegfried Schwertner
Siegfried Manfred Schwertner (* 29. März 1936 in Łódź; † 25. August 2012 in Heidelberg) war ein deutscher evangelischer Theologe und Bibliothekar.

## Wirken
Siegfried Schwertner studierte Evangelische Theologie und Musikwissenschaft an der Universität Heidelberg. Im Jahre 1963 legte er das erste kirchliche Examen ab und trat 1964 in das Vikariat für den Pfarrdienst ein. 1967 promovierte er an der Universität Heidelberg und arbeitete bis 1969 als wissenschaftlicher Angestellter an der dortigen Universität. 1969 begann er als Bibliotheksreferendar an der Universitätsbibliothek Heidelberg die Ausbildung für den höheren Bibliotheksdienst und legte 1971 hierfür die Fachprüfung an der Bibliotheksschule Frankfurt/M. ab. Von 1972 bis 2000 war er dann als Leiter der Bibliothek des Südasien-Instituts der Universität Heidelberg tätig.
Ein von ihm erarbeitetes „Internationales Abkürzungsverzeichnis für Theologie und Grenzgebiete“, mit dem er sich besonders verdient gemacht hat, erschien 2014 in dritter Auflage. Außerdem betätigte sich Schwertner u. a. als Orgelsachverständiger.

## Schriften
- Das verheißene Land. Bedeutung und Verständnis des Landes nach den frühen Zeugnissen des Alten Testament. Dissertation Universität Heidelberg 1967.
- Erwägungen zu Moses Tod und Grab in Dtn 34 5.6. In: Zeitschrift für die alttestamentliche Wissenschaft, Bd. 84 (1972), S. 25–46.
- Internationales Abkürzungsverzeichnis für Theologie und Grenzgebiete. Zeitschriften, Serien, Lexika, Quellenwerke mit bibliographischen Angaben (IATG). De Gruyter, Berlin 1974 (3. überarbeitete u. erweiterte Auflage 2014, 726 S., ISBN 978-3-11-020575-6).
- Abkürzungsverzeichnis / Theologische Realenzyklopädie. De Gruyter, Berlin 1976 (2., überarbeitete und erweiterte Auflage, 1994, ISBN 3-11-014295-3).
- Die durchgeschobene Windlade mit Wechselschleifen. Eine Möglichkeit der Klangerweiterung im Kleinorgelbau? In: Acta organologica, Bd. 17 (1984), S. 310–318.
- Bibliographie Volker Stolle. In: Christoph Barnbrock (Hrsg.): Gottes Wort in der Zeit. Verstehen – verkündigen – verbreiten ; Festschrift für Volker Stolle. Lit, Münster 2005, S. 533–609, ISBN 3-8258-7132-0.
- Burma – Myanmar  bibliographic project. A collection of publications in West-European languages for a preparation of a Burma/Myanmar bibliography. Bibliothek des Südasien-Instituts der Universität Heidelberg 2012 (online).